# Wereldkampioenschap superbike van Sentul 1994
Het wereldkampioenschap superbike van Sentul 1994 was de zesde ronde van het wereldkampioenschap superbike 1994. De races werden verreden op 21 augustus 1994 op het Sentul International Circuit nabij Bogor, Indonesië.

## Race 1
| Pos | Nr | Rijder               | Constructeur | Rondes | Tijd                | Grid | Punten |
| --- | -- | -------------------- | ------------ | ------ | ------------------- | ---- | ------ |
| 1   | 69 | James Whitham        | Ducati       | 25     | 37:13.266           | 6    | 20     |
| 2   | 3  | Aaron Slight         | Honda        | 25     | +0.330              | 2    | 17     |
| 3   | 1  | Scott Russell        | Kawasaki     | 25     | +13.144             | 5    | 15     |
| 4   | 23 | Doug Polen           | Honda        | 25     | +17.214             | 4    | 13     |
| 5   | 37 | Simon Crafar         | Honda        | 25     | +21.140             | 10   | 11     |
| 6   | 11 | Andreas Meklau       | Ducati       | 25     | +21.599             | 7    | 10     |
| 7   | 63 | Adrien Morillas      | Kawasaki     | 25     | +40.683             | 12   | 9      |
| 8   | 8  | Terry Rymer          | Kawasaki     | 25     | +41.270             | 11   | 8      |
| 9   | 7  | Stéphane Mertens     | Ducati       | 25     | +43.978             | 9    | 7      |
| 10  | 36 | Valerio Destefanis   | Ducati       | 25     | +58.492             | 13   | 6      |
| 11  | 6  | Piergiorgio Bontempi | Kawasaki     | 25     | +58.542             | 8    | 5      |
| 12  | 33 | Brian Morrison       | Honda        | 25     | +1:06.293           | 14   | 4      |
| 13  | 59 | Mauro Moroni         | Kawasaki     | 24     | +1 ronde            | 15   | 3      |
| 14  | 64 | Gérald Muteau        | Ducati       | 24     | +1 ronde            | 18   | 2      |
| 15  | 76 | Alex Vieira          | Honda        | 23     | +2 ronden           | 16   | 1      |
| 16  | 4  | Fabrizio Pirovano    | Ducati       | 20     | +5 ronden           | 3    |        |
| DNF | 2  | Carl Fogarty         | Ducati       | 19     | Uitgevallen         | 1    |        |
| DNF | 77 | José Kuhn            | Honda        | 2      | Uitgevallen         | 17   |        |
| DNQ | 88 | Dudu Karnada         | Yamaha       | 0      | Niet gekwalificeerd |      |        |
| DNQ | 85 | Sudarsoho Bambang    | Suzuki       | 0      | Niet gekwalificeerd |      |        |
| DNQ | 91 | Eddy S. Otto         | Kawasaki     | 0      | Niet gekwalificeerd |      |        |
| DNQ | 86 | Bar Effendi          | Yamaha       | 0      | Niet gekwalificeerd |      |        |
| DNQ | 34 | Bernard Cazade       | Honda        | 0      | Niet gekwalificeerd |      |        |

## Race 2
| Pos | Nr | Rijder               | Constructeur | Rondes | Tijd                | Grid | Punten |
| --- | -- | -------------------- | ------------ | ------ | ------------------- | ---- | ------ |
| 1   | 2  | Carl Fogarty         | Ducati       | 25     | 37:01.075           | 1    | 20     |
| 2   | 3  | Aaron Slight         | Honda        | 25     | +2.801              | 2    | 17     |
| 3   | 1  | Scott Russell        | Kawasaki     | 25     | +10.979             | 5    | 15     |
| 4   | 69 | James Whitham        | Ducati       | 25     | +14.719             | 6    | 13     |
| 5   | 11 | Andreas Meklau       | Ducati       | 25     | +17.452             | 7    | 11     |
| 6   | 23 | Doug Polen           | Honda        | 25     | +17.967             | 4    | 10     |
| 7   | 8  | Terry Rymer          | Kawasaki     | 25     | +39.283             | 11   | 9      |
| 8   | 63 | Adrien Morillas      | Kawasaki     | 25     | +39.418             | 12   | 8      |
| 9   | 7  | Stéphane Mertens     | Ducati       | 25     | +40.068             | 9    | 7      |
| 10  | 37 | Simon Crafar         | Honda        | 25     | +40.560             | 10   | 6      |
| 11  | 6  | Piergiorgio Bontempi | Kawasaki     | 25     | +50.580             | 8    | 5      |
| 12  | 36 | Valerio Destefanis   | Ducati       | 25     | +53.701             | 13   | 4      |
| 13  | 33 | Brian Morrison       | Honda        | 25     | +1:09.689           | 14   | 3      |
| 14  | 76 | Alex Vieira          | Honda        | 25     | +1:20.500           | 16   | 2      |
| 15  | 59 | Mauro Moroni         | Kawasaki     | 24     | +1 ronde            | 15   | 1      |
| 16  | 77 | José Kuhn            | Honda        | 24     | +1 ronde            | 17   |        |
| 17  | 64 | Gérald Muteau        | Ducati       | 24     | +1 ronde            | 18   |        |
| DNF | 4  | Fabrizio Pirovano    | Ducati       | 2      | Uitgevallen         | 3    |        |
| DNQ | 88 | Dudu Karnada         | Yamaha       | 0      | Niet gekwalificeerd |      |        |
| DNQ | 85 | Sudarsoho Bambang    | Suzuki       | 0      | Niet gekwalificeerd |      |        |
| DNQ | 91 | Eddy S. Otto         | Kawasaki     | 0      | Niet gekwalificeerd |      |        |
| DNQ | 86 | Bar Effendi          | Yamaha       | 0      | Niet gekwalificeerd |      |        |
| DNQ | 34 | Bernard Cazade       | Honda        | 0      | Niet gekwalificeerd |      |        |

## Tussenstanden na wedstrijd
| Pos | Nr | Rijder         | Team     | Punten |
| --- | -- | -------------- | -------- | ------ |
| 1   | 3  | Aaron Slight   | Honda    | 156    |
| 2   | 2  | Carl Fogarty   | Ducati   | 148    |
| 3   | 1  | Scott Russell  | Kawasaki | 146    |
| 4   | 23 | Doug Polen     | Honda    | 119    |
| 5   | 11 | Andreas Meklau | Ducati   | 96     |

1994 · 1995 · 1996 · 1997